# Gakkō
Gakkō (学校) è un film del 1993 diretto da Yōji Yamada.
Il film, il cui titolo originale significa letteralmente "Scuola", segue la vita quotidiana di Kuroi, un insegnante in una scuola serale di Tokyo, e dei suoi studenti adulti provenienti da diversi contesti sociali. Attraverso le loro storie personali, il film esplora temi come l'istruzione, la redenzione e la speranza.

## Produzione
Il film è stato prodotto da Nippon Television Network e Shochiku. Le riprese si sono svolte principalmente a Tokyo, con l'intento di rappresentare fedelmente l'ambiente urbano e le sfide affrontate dagli studenti adulti.

## Distribuzione
Gakkō è stato distribuito in Giappone il 6 novembre 1993.

## Riconoscimenti
- 1994 – Awards of the Japanese Academy
  - Miglior film
  - Miglior regista a Yōji Yamada
  - Miglior attore a Toshiyuki Nishida
  - Miglior attore non protagonista a Kunie Tanaka
  - Miglior sceneggiatura a Yōji Yamada e Yoshitaka Asama
  - Miglior sonoro
  - Miglior esordiente a Nae e Masato Hagiwara
  - Premio popolarità
- 1993 – Nikkan Sports Film Award
  - Miglior film

## Sequel
- Gakkō II (学校II) (1996)
- Gakkō III (学校II) (1998)
- 15-sai: Gakko IV (十五才 学校IV) (2000)